# Championnat d'Angleterre féminin de volley-ball
Le Championnat d'Angleterre de volley-ball féminin est la compétition nationale majeure, créée en 1977. Il est organisé par la Fédération anglaise de volley-ball (English Volleyball Association, EVA).

## Palmarès
| Année | Champion                 | Finaliste                  | Troisième                  |
| ----- | ------------------------ | -------------------------- | -------------------------- |
| 1978  | Kirkby                   | Prescot                    |                            |
| 1979  | Hillingdon VC            | Speedwell                  |                            |
| 1980  | TSB Kirkby               | Hillingdon VC              |                            |
| 1981  | Compétition non disputée | Compétition non disputée   | Compétition non disputée   |
| 1982  | Hillingdon VC            | Spark Volleyball           |                            |
| 1983  | Hillingdon VC            | Spark Volleyball           |                            |
| 1984  | Hillingdon VC            | Spark Volleyball           |                            |
| 1985  | Hillingdon VC            | Ashcombe VC                |                            |
| 1986  | Spark Volleyball         | Ashcombe VC                |                            |
| 1987  | Sale VC                  | Ashcombe VC                |                            |
| 1988  | Ashcombe VC              | Sale VC                    |                            |
| 1989  | Britannia Londres        | Brixton Knights            |                            |
| 1990  | Brixton Knights          | Britannia                  |                            |
| 1991  | Mizuno Britannia         | Woolwich Brixton Knights   |                            |
| 1992  | Woolwich Brixton         | Britannia Music            |                            |
| 1993  | Woolwich Brixton         | Sale VC                    |                            |
| 1994  | Woolwich Brixton         | Sale VC                    |                            |
| 1995  | Malory Eagles            | Britannia Music City       |                            |
| 1996  | London QKX               | Team Knights               |                            |
| 1997  | Britannia Music City     | Manchester United          |                            |
| 1998  | Malory Eagles            | Manchester United          |                            |
| 1999  | Malory Eagles            | London QKX                 |                            |
| 2000  | Ashcombe Dorking1        | Loughborough Students      |                            |
| 2001  | Ashcombe Dorking1        | Malory Eagles              |                            |
| 2002  | Malory Eagles            | Ashcombe Dorking           |                            |
| 2003  | Malory Eagles            | Ashcombe Dorking           |                            |
| 2004  | Malory Eagles            | Ashcombe Dorking           |                            |
| 2005  | Malory Eagles            | Wolverhampton              | Polonia London             |
| 2006  | University of Birmingham | London Malory Eagles       | Polonia London             |
| 2007  | Malory Eagles            | Polonia London             | University of Birmingham 1 |
| 2008  | Wessex                   | University of Birmingham 1 | Coventry & Warwick Riga 1  |
| 2009  | Swiss Cottage            | Coventry & Warwick Riga 1  | Malory Eagles              |
| 2010  | Tameside VC              | Polonia London             | Swiss Cottage              |
| 2011  | Polonia London           | Swiss Cottage              | Malory Eagles              |
| 2012  | Team Northumbria         | Leeds Carnegie             | Malory Eagles              |
| 2013  | Team Northumbria         | Polonia London             | Wessex W1                  |
| 2014  | Team Northumbria         | Polonia London             | Wessex W1                  |
| 2015  | Team Northumbria         | Polonia London             | City of Salford VC         |
| 2016  | Team Northumbria         | Polonia London             |                            |
| 2017  | Team Durham              | Team Northumbria           |                            |
| 2018  | Team Durham              | Team Northumbria           |                            |
| 2019  | Tendring VC Ladies       | Durham Palatinates         | London Orcas               |
| 2020  | Polonia London           | Team Durham                |                            |
| 2021  | Compétition annulée      | Compétition annulée        | Compétition annulée        |
| 2022  | Team Durham              | Polonia London             | Malory Eagles              |
| 2023  | Team Durham              | Polonia London             | Malory Eagles              |
| 2024  | Team Durham              | Polonia London             | Malory Eagles              |

## Historique des logos

Super 8 Women
Womens Super League